# Imamo
Imamo est le nom traditionnel de la partie occidentale de l'Imerina, région de la partie nord du centre de Madagascar.

## Historique
Le royaume d'Imamo semble avoir été fondé vers le XIIe siècle par le roi Rapeto et eut longtemps sa capitale dans la région du lac Itasy. Jusqu'au moment de la première unification du royaume merina proprement dit (à savoir celui de la partie nord-est de l'Imerina actuel) au XVIe-XVIIe siècle, le royaume d'Imamo semble avoir exercé une sorte de prééminence dans toute la région, jusqu'à la lisière de la forêt orientale. 
Malgré sa division en plusieurs micro-royaumes au cours du XVIIIe siècle, l'ensemble réussit à conserver son indépendance jusqu'au moment de son intégration dans le reste du royaume d'Émyrne par Andrianampoinimerina au début du XIXe siècle. D'ailleurs, les gens de l'Imamo, que ce soit par l'intermédiaire du roi Andriamary ou des habitants d'Ambohimanga qui en sont issus, ont joué un rôle de premier plan dans l'œuvre d'unification du royaume merina.